# Vitoria-Gasteiz
Vitoria-Gasteiz (Baskisch: Gasteiz, Spaans: Vitoria) is een gemeente en de hoofdstad van de Spaanse autonome regio Baskenland en van de provincie Álava. (De grootste stad van Baskenland is echter Bilbao, tevens het culturele en financiële centrum van de regio). De stad had in 2021 252.953 inwoners en is daarmee de op een na grootste stad van Baskenland. De huidige naam van de stad is een samenvoeging van de Spaanse en de Baskische naam. Sinds 1983 wordt de dubbele vorm in beide talen officieel gebruikt. In de volksmond gebruikt men een van beide namen.
Vitoria-Gasteiz werd in 1181 gesticht door Sancho VI van Navarra. In 1200 werd de stad veroverd door Castilië en in 1431 werd zij tot stad verheven. In 1813 versloeg de hertog van Wellington hier een Frans leger waardoor de Franse bezetting van Spanje beëindigd werd. In het centrum van de stad staat het Monumento a la Independencia, dat herinnert aan deze veldslag.
Vitoria-Gasteiz is een belangrijk industrieel centrum. Het heeft de op een na hoogste levensstandaard van Spanje. In 2012 werd Vitoria-Gasteiz, vanwege de vele parken, lanen en groene zones, door de Europese Commissie tot Europese Groene Hoofdstad uitgeroepen.
Opmerkelijk in Vitoria zijn de vele culturele centra die de stad rijk is. De culturele centra, die volledig gesubsidieerde cursussen en opleidingen voor de Vitorianen verzorgen, zijn uniek in Baskenland. Tevens hebben toeristen die naar Vitoria komen de mogelijkheid gratis een fiets te huren of een museum te bezoeken.
In het gedeeltelijk ommuurde stadscentrum van Vitoria bevindt zich een kathedraal (gotiek; 12e-14e eeuw) en diverse kerken uit de 15e eeuw. In de stad bevindt zich het moderne kunstmuseum ARTIUM Museoa.

## Demografische ontwikkeling
Bron: INE; 1857-2021: volkstellingen
Opm: Aanhechting van Alí, Elorriaga (1877), Aríñez (1930), Foronda, Los Huetos en Mendoza (1975)

## Transport
De stad is gelegen aan de zuidrand van het Cantabrisch Gebergte. Hierdoor was de verbinding naar de kuststreek ten noorden van het gebergte historisch gezien moeizaam. Op 13 april 1862 werd het spoorstation aan de spoorlijn Madrid - Hendaye (Frankrijk) geopend. Vanaf 26 juli 1862 was er een doorgaande verbinding naar Madrid en op 18 oktober 1864 was de gehele spoorlijn tot Frankrijk open. In 2008 zijn twee tramlijnen geopend in de stad.

## Feesten van Vitoria
De feesten van Vitoria, beter bekend als de feesten van de Witte Maagd (La Virgen Blanca), vinden jaarlijks plaats van 4 tot 9 augustus. Het opmerkelijke van deze feesten is het gegeven dat tijdens deze feesten de mythische figuur Celedón een centrale rol speelt. Men beweert dat Celedón, een timmerman, is geboren in het begin van de 20e eeuw in het dorpje Zalduondo in de provincie Álava, en dat hij iedere donderdag naar Vitoria reisde om daar arme mensen te helpen. Celedón ging echter pas een centrale rol spelen in het jaar 1957, toen een groepje vrienden besloot een extra dimensie aan de feesten te geven door een parachutist te laten neerdalen op het plein La Virgen Blanca. Men liet het idee echter al snel varen vanwege technische problemen. Daarop werd besloten om een pop, die Celedón moest voorstellen, vanaf de kerktoren via een kabel te laten neerdalen op het plein. Dit spektakel groeide al snel uit tot een vast onderdeel van de feesten van Vitoria.

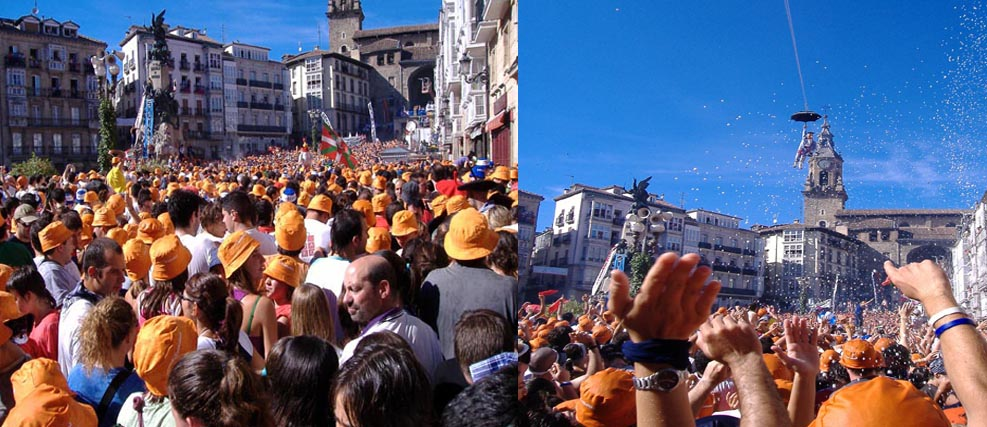
Feesten van Vitoria

De inauguratie van de feesten vindt jaarlijks plaats op 4 augustus om zes uur 's avonds op het plein La Virgen Blanca. Tijdens de inauguratie verzamelen zich zo'n 50.000 mensen op het plein en om zes uur worden de feesten ingeluid door middel van het afschieten van een vuurpijl, het neerdalen van Celedón en een champagnedouche (veroorzaakt door de duizenden flessen champagne die op dat moment ontkurkt worden).

## Sport
Deportivo Alavés is de professionele voetbalclub van Vitoria-Gasteiz en speelt in het Estadio Mendizorrotza. De club speelt momenteel op het hoogste Spaanse niveau, de Primera División. 
Vitoria-Gasteiz is etappeplaats geweest in de wielerkoersen Ronde van Frankrijk, Ronde van Spanje en Ronde van het Baskenland. In 1977 won de Spanjaard José Nazábal er de etappe in de Ronde van Frankrijk. In 2023 startte er een etappe naar San Sebastián en deze rit werd gewonnen door Victor Lafay.

## Trivia
Eva García Sáenz de Urturi, geboren in Vitoria-Gasteiz schreef een triologie misdaadromans die zich afspelen in en rond haar geboorteplaats. In 2016 publiceerde ze El silencio de la ciudad blanca (De stilte van de witte stad), in 2017 gevolgd door Los ritos del agua (De riten van het water) en het jaar daarop, 2018, het deel Los señores del tiempo (De heren van de tijd).

## Geboren in Vitoria
- Pablo Uranga (1861-1934), kunstschilder
- Jesús Guridi (1886-1961), componist en organist
- Manuel de Solà-Morales Rubio (1939-2012), architect
- Andoni Zubizarreta (1961), sportbestuurder en voormalig voetballer
- Martín Fiz (1963), marathonloper
- Francisco Javier Mauleón (1965), wielrenner
- Koldo Álvarez (1970), Andorrees voetballer
- Alberto López de Munain (1972), wielrenner
- Igor González de Galdeano (1973), wielrenner
- Aitor Karanka (1973), voetballer en voetbalcoach
- Eneko Llanos (1976), triatleet
- César Caneda (1978), voetballer
- Koldo Fernández (1981), wielrenner
- Gaizka Toquero (1984), voetballer
- Arkaitz Durán (1986), wielrenner
- Víctor de la Parte (1986), wielrenner
- Jon Aberasturi (1989), wielrenner
- Mikel Landa (1989), wielrenner
- Iñigo Vidondo (1989), schaatser
- Mikel Vesga (1993), voetballer
- Unai Simón (1997), voetballer
- Ander Guevara (1997), voetballer
- Oier Lazkano (1999), wielrenner
- Javier Ibáñez (2001), wielrenner
- Maroan Sannadi (2001), voetballer